# الکسی ویرچنکو
الکسی ویرچنکو (انگلیسی: Oleksii Virchenko؛ زادهٔ ۳۰ مارس ۲۰۰۱) ورزشکار ورزش شنا اهل اوکراین است.
وی در مسابقات کشوری و بین‌المللی در مجموع برندهٔ ۳ مدال نقره، ۳ مدال برنز شده‌است.